# Liste des édifices labellisés « Architecture contemporaine remarquable » de Saône-et-Loire
Cet article recense les édifices labellisés « Architecture contemporaine remarquable » de Saône-et-Loire, en France.
Le label « Architecture contemporaine remarquable » remplace depuis 2016 l'ancien label « Patrimoine du XXe siècle ». Il ne prend en compte que des édifices de moins de 100 ans à la date de labellisation, et qui ne sont pas protégés comme monuments historiques.
Au début 2024, la Saône-et-Loire compte 10 édifices ainsi labellisés.

## Liste
| Monument                                           | Commune          | Adresse                       | Coordonnées                      | Notice     | Date | Illustration                               |
| -------------------------------------------------- | ---------------- | ----------------------------- | -------------------------------- | ---------- | ---- | ------------------------------------------ |
| Église Sainte-Bernadette                           | Digoin           | Place du Maréchal-Leclerc     | 46° 29′ 28″ nord, 3° 59′ 50″ est | ACR0000236 | 2015 | Église Sainte-Bernadette                   |
| Salle Jean-Claude-Segaud (foyer rural Mille-clubs) | Dracy-Saint-Loup | 1 rue Lionge                  | 47° 01′ 00″ nord, 4° 19′ 57″ est | ACR0000237 | 2015 | Image manquante Téléverser                 |
| Ancienne station-service                           | Gueugnon         | Rue des Potiers               | 46° 35′ 38″ nord, 4° 03′ 25″ est | ACR0000238 | 2015 | Image manquante Téléverser                 |
| Sous-préfecture de Louhans                         | Louhans          | 11 rue des Bordes             | 46° 37′ 39″ nord, 5° 13′ 26″ est | ACR0000239 | 2018 | Image manquante Téléverser                 |
| Archives départementales de Saône-et-Loire         | Mâcon            | 1 place des Carmélites        | 46° 18′ 30″ nord, 4° 50′ 07″ est | ACR0000240 | 2015 | Archives départementales de Saône-et-Loire |
| Centre culturel Louis-Escande                      | Mâcon            | 1511 avenue Charles-de-Gaulle | 46° 18′ 57″ nord, 4° 50′ 15″ est | ACR0000244 | 2015 | Centre culturel Louis-Escande              |
| Centre nautique Paul-Bert                          | Mâcon            | Rue Pierre-de-Coubertin       | 46° 19′ 06″ nord, 4° 50′ 26″ est | ACR0000241 | 2015 | Centre nautique Paul-Bert                  |
| Immeuble de logements curviligne                   | Mâcon            | 9-11 13-15 17-19 rue Mozart   | 46° 18′ 12″ nord, 4° 48′ 57″ est | ACR0000242 | 2015 | Immeuble de logements curviligne           |
| Immeubles collectifs                               | Mâcon            |                               | à géolocaliser                   | ACR0000243 | 2015 | Image manquante Téléverser                 |
| Groupe scolaire Bellevue                           | Paray-le-Monial  | 40 rue de Bellevue            | 46° 26′ 46″ nord, 4° 06′ 28″ est | ACR0000245 | 2015 | Groupe scolaire Bellevue                   |